# ガジ・シング
ガジ・シング（Gaj Singh, 1595年10月30日 - 1638年5月6日）は、北インドのラージャスターン地方、マールワール王国の君主（在位：1619年 - 1638年）。

## 生涯
1595年10月30日、マールワール王国の君主スール・シングの息子として、ラホールで誕生した。
1619年9月7日、父スール・シング死亡したことにより、王位を継承した。
1638年5月6日、ガジ・シングはアーグラで死亡した。死後、幼少の息子ジャスワント・シングが年長の息子アマル・シングを差し置いて王位を継承した。